# Welcome 2 my pink bear world
「Welcome 2 my pink bear world」（ウエルカム トゥ マイ ピンク ベア ワールド）は、日本の女性シンガー、Teddyの5枚目のシングル。（公式ディスコグラフィーではEP扱いとされている） 2009年3月15日にリリースされた。

## 収録曲
1. Like a Bambi
  - 作詞：Teddy／作曲・編曲：Tony Potter
2. pink bear † feather blows
  - 作詞：Pink Bambi／作曲・編曲：Tony Potter
3. memento
  - 作詞：Teddy／作曲・編曲：Tony Potter